# Peter Strasser
Peter Strasser (Hannover, 1876. április 1. – Wells-next-the-Sea közelében, 1918. augusztus 6.) német katona, tengerész, fregattkapitány (Fregattenkapitän), a német légierő léghajó (zeppelin) fegyvernemének vezetője (Führer der Luftschiffe).

## Élete

### Ifjúkora és pályafutás a tengeri erőknél
Strasser 1876. április 1-én született a poroszországi Hannover történelmi városában.
15 évesen lépett be a Német Császári Haditengerészet kötelékébe. Szolgált az SMS Stein és az SMS Moltke fedélzetén, majd Kielben folytatott tanulmányokat az ottani Tengerészeti Akadémián. Folyamatosan lépett előre a ranglétrán, 1895-ben már hadnagyi rangban szolgált. Strasser ez után különböző hadihajókon szolgált, majd átkerült a még csak most alakuló léghajós fegyvernemhez. 

### Pályafutása zeppelinparancsnokként
A parancsnok először erre, mint lefokozásra tekintett. Még csak ekkor indult ez a fegyvernem és jövője még elég bizonytalan volt. Azonban Strasser véleménye megváltozott, miután elméleti tanulmányokat folytatott és gyakorlati tapasztalatra is szert tett a LZ17 Sachsen polgári léghajón.
Az első világháború kitörésekor még kevés számú léghajó állt a haditengerészet rendelkezésére és ezeket is eleinte tengeralattjáró-elhárító és felderítési célokra használták. Hamarosan azonban a zeppelinek bombázási feladatokat is kaptak, eleinte katonai, majd civil célpontok ellen is. Bombázták Párizst, Antwerpent s más nagy és fontos városokat, kikötőket. 1915. január 19.-20. éjjelén bombázták először zeppelinek Londont, mely súlyos károkat okozott a városban, és még nagyobb lélektani hatást ért el.
Strassert a zeppelinek kezdeti sikerei következtében a császár a zeppelin fegyvernem főparancsnokává ("Führer der Luftschiffe") nevezte ki 1916. novemberében. 1917. augusztus 20-án megkapta a legmagasabb német kitüntetést, a Pour le Mérite érdemrendet. Strasser a háború alatt maga is több bevetésen részt vett és több bombázást hajtott végre a brit főváros felett is.
A parancsnok 1918. augusztus 6-án az L 70-es jelzésű zeppelinnel készült több angliai város ellen is támadásra, azonban közel Norfolkhoz egy brit repülőgép észrevette és lelőtte a léghajót. A hajó kigyulladt és lángolva a földbe csapódott. A léghajó pusztulását senki sem élte túl.